# Joensuu Wolves 2022
Questa voce raccoglie le informazioni riguardanti gli Joensuu Wolves nelle competizioni ufficiali della stagione 2022.

## III-divisioona 2022

### Stagione regolare
| Sipoo 9 luglio 2022 3ª giornata | Joensuu Wolves | 16 – 0 | Sipoo Bulldogs |  |

| Sipoo 9 luglio 2022 3ª giornata | Joensuu Wolves | 14 – 0 | Jyväskylä Jaguars |  |

| Jyväskylä 23 luglio 2022 4ª giornata | Malmi Blaze | 6 – 46 | Joensuu Wolves |  |

| Jyväskylä 23 luglio 2022 4ª giornata | Sipoo Bulldogs | 6 – 30 | Joensuu Wolves |  |

| Helsinki 30 luglio 2022 5ª giornata | Jyväskylä Jaguars | 40 – 20 | Joensuu Wolves |  |

| Helsinki 30 luglio 2022 5ª giornata | Joensuu Wolves | 30 – 16 | Malmi Blaze |  |

### Playoff
| Porvoo 13 agosto 2022 Semifinale | Joensuu Wolves | 30 – 14 | Jyväskylä Jaguars |  |

| Porvoo 13 agosto 2022 Äijämalja | Porvoon Teurastajat | 38 – 14 | Joensuu Wolves |  |

### Statistiche di squadra
| Competizione      | %Vittorie | In casa | In casa | In casa | In casa | In casa | In casa | In trasferta | In trasferta | In trasferta | In trasferta | In trasferta | In trasferta | Totale | Totale | Totale | Totale | Totale | Totale |
| Competizione      | %Vittorie | G       | V       | N       | P       | Pf      | Ps      | G            | V            | N            | P            | Pf           | Ps           | G      | V      | N      | P      | Pf     | Ps     |
| ----------------- | --------- | ------- | ------- | ------- | ------- | ------- | ------- | ------------ | ------------ | ------------ | ------------ | ------------ | ------------ | ------ | ------ | ------ | ------ | ------ | ------ |
| Stagione regolare | .833      | 3       | 3       | 0       | 0       | 60      | 16      | 3            | 2            | 0            | 1            | 96           | 52           | 6      | 5      | 0      | 1      | 156    | 68     |
| Playoff           | .500      | 1       | 1       | 0       | 0       | 30      | 14      | 1            | 0            | 0            | 1            | 14           | 38           | 2      | 1      | 0      | 1      | 44     | 52     |
| Totale            | .750      | 4       | 4       | 0       | 0       | 90      | 30      | 4            | 2            | 0            | 2            | 110          | 90           | 8      | 6      | 0      | 2      | 200    | 120    |